# Sangabasis circularis
Sangabasis circularis – gatunek ważki z rodziny łątkowatych (Coenagrionidae). Występuje na wyspach Archipelagu Sulu (południowo-zachodnie Filipiny).